# Stefanie Wiegel
Stefanie Wiegel (* 1990 oder 1991) ist eine Skating- und Snowboard-Athletin der Special Olympics.

## Leben und Karriere
Wiegel lebt in Langenfeld bei Düsseldorf. Sie übt zwei Sportarten aus. Das ganze Jahr über trainiert sie bei der Lebenshilfe-Sportgruppe des Kreises Mettmann Inlineskating und im Winter Snowboard in der Skihalle von Neuss. Nach eigenen Angaben nimmt sie seit 2002 an nationalen Special Olympics Veranstaltungen teil.
2011 trat sie zum ersten Mal bei Special Olympics World Games an; bei den World Summer Games in Athen gewann sie 2011 im Inlineskating Gold mit der Staffel. 2013 nahm sie an den Special Olympics World Winter Games in Pyeongchang teil und vier Jahre später an den Special Olympics Winterspielen in Schladming. Dabei trat sie bei verschiedenen Snowboard-Wettbewerben an. In Schladming gewann sie Gold und Silber.
Bei den Special Olympics INVITATIONAL Games in Schweden, einem internationalen Wettbewerb mit 7 Sportarten, konnte Wiegel 2020 einen 4. Platz im Advanced-Slalom-Snowboard-Wettbewerb erreichen. Im Snowboard Intermediale Super G gewann sie die Goldmedaille und beim Snowboard Intermedialen Giant Slalom kam sie auf Platz 5.
Wiegel qualifizierte sich auch für die Special Olympics World Summer Games 2023 in Berlin im Roller Skating und nahm an dem 1000-Meter-Lauf in der Kategorie D03 teil, dabei konnte sie mit 3:10,64 Minuten eine Bronzemedaille gewinnen. Zusammen mit Max Sebastian kam sie bei der 2-mal-200-Meter-Staffel ebenfalls auf Platz 3. Die beiden bewältigten die Strecke in 1:50,96 Minuten.
Wiegel ist Mitglied des Athletenrats vom Landesverband Special Olympics Nordrhein-Westfalen, der die Interessen der Special Olympics Sportlerinnen und Sportler vertritt (Stand 2023). Sie wurde 2021 zum zweiten Mal in dieses Amt gewählt. Außerdem war sie 2013 Athletensprecherin der deutschen Delegation während der Special Olympics World Winter Games in Pyeongchang und 2017 versah sie dasselbe Amt bei den Special Olympics World Winter Games in Schladming.
Wiegel ist berufstätig.